# Municipio de Richwoods (condado de Washington)
El municipio de Richwoods (en inglés, Richwoods Township) es una subdivisión territorial del condado de Washington, Misuri, Estados Unidos. Según el censo de 2020, tiene una población de 1503 habitantes.
Abarca una zona predominantemente rural.
Actualmente es una subdivisión exclusivamente territorial. El municipio como tal está inactivo.

## Geografía
Está ubicado en las coordenadas 38°7′53″N 90°51′4″O / 38.13139, -90.85111 (38.131345, -90.851197). Según la Oficina del Censo de los Estados Unidos, tiene una superficie total de 230,39 km², de la cual 229,55 km² corresponden a tierra firme y 0,84 km² es agua.

## Demografía
Según el censo de 2020, hay 1503 personas residiendo en la zona. La densidad de población es de 6,55 hab./km². El 93,08 % son blancos, el 0,27 % son afroamericanos, el 0,27 % son amerindios, el 0,13 % son asiáticos, el 0,86 % son de otras razas y el 5,39 % son de una mezcla de razas. Del total de la población, el 0,80 % son hispanos o latinos de cualquier raza.